# Lethotremus
Lethotremus – rodzaj ryb skorpenokształtnych z rodziny taszowatych.

## Klasyfikacja
Gatunki zaliczane do tego rodzaju:
- Lethotremus awae
- Lethotremus muticus